# الباشورة
الباشورة هي منطقة سكنية من مناطق بيروت، العاصمة اللبنانية. وهي تقع في على تلة تطل على البحر الأبيض المتوسط. قيل أنها قديمة ترجع إلى عهد الخليفة المنصور، وقد اشتهرت بوجود المقبرة الإسلامية فيها التي تفصل السور بينها وبين بيروت القديمة.

## التسمية
يرجع البعض اسم الباشورة إلى مصطلحات عسكرية من أيام المماليك الذي اسعملوا كلمة الباشورة للدلالة على سدود رملية كانت تقام لمنع وصول الخيل أو السهام. في البداية، كان أهل بيروت يطلقون عليها اسم «تربة عمر». وأول ضريح بني فيها كان لأحمد حمدي باشا ذو أعمدة مرتفعة.

## مقبرة الباشورة

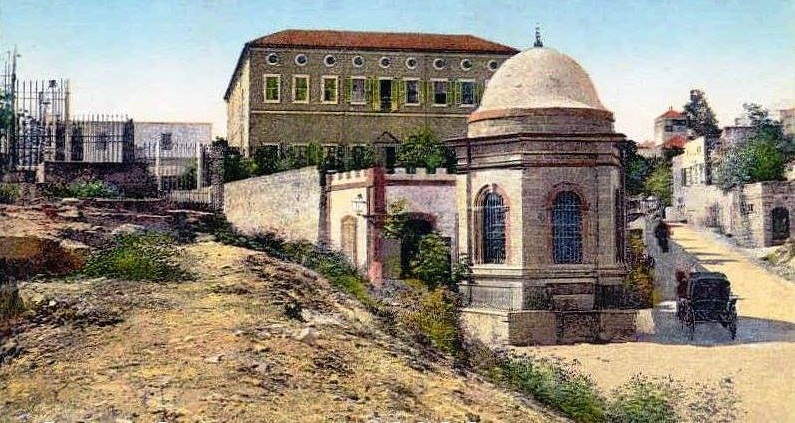
مدافن الباشورة

مقابر الباشورة وتسمى بالعامية «جبانة الباشورة» هي مدافن لعموم عائلات بيروت بناها العثمانيون ثم ادارتها جمعية المقاصد الخيرية. في عام 1975، اتخذ قرار بإيقفال المقبرة لكن الحرب الأهلية منعت تنفيذ القرار. تضم الجبانة رفات العديد من الأعلام من زمن الخلافة العثمانية، وعلى رأسهم قبر والي سوريا أحمد حمدي باشا الذي يقع بجانب سور المقبرة الذي بناه العثمانيون عام 1892 من أجل فصلها عن المنازل والطرقات. ويعدّ قبر الوالي من الآثار المهمّة التي بقيت من العهد العثماني، ويتميّز بغرفته الحجريّة، التي يصعد إليها الزائرون بدرج صغير تعلوه قبة مستديرة. ومن الرؤساء اللبنانيين الذين دفنوا هناك رئيس الحكومة السابق شفيق الوزان ورئيس حزب النجادة النائب السابق عدنان الحكيم. أما أبرز العائلات البيروتية المدفونة في مقبرتي الباشورة والشهداء، فهي عيدو ومكاوي والبنّا والحوت والطرابلسي والصقّال وعلاء الدين والمصري.

## أثار في الباشورة
اكتشف مؤخرا أن «الطريق الجنوبي المؤدي إلى السورالجنوبي لمدينة بيروت [هي] رومانية، تعود إلى الحقبة الرومانية». فن جنائزية دائرية ويوجد بها العديد من الضرائح الرومانية في مدافن ضخمة. وأظهرت الحفريات سورا لمدينة بيروت الجنوبي الذي بناه الرومان.

## أي ظر أيضا
- شارع ويغان
- منطقة بيروت الرقمية